# 葉子奇 (明朝)
葉子奇（？—？），一名琦，字世傑，號靜齋，處州路龍泉縣人，元末明初文人、理學家。

## 生平
約與劉基、宋濂同時期。自少聰穎，師從王毅，好理學，專明“理一分殊”，以靜為主。洪武八年（1375年）任巴陵縣主簿，洪武十一年（1378年）二月十五日，有司祭城隍神，群吏竊飲豬腦酒，被縣學生揭發，葉子奇剛巧經過，遭株連被逮入獄，在獄中“遇有所得，即書之，日積月累，忽然滿卷”，出獄後以著述自娛。

## 著作
著有《草木子》四卷、《太玄本旨》九卷、《范通元理》二卷、《本草節要》、《地理節要》、《詩宗選玉》、《靜齋詩集》、《靜齋文集》等。